# Kurala (Turku)
Kurala est un quartier du district Nummi-Halinen à Turku en Finlande,.

## Description
Kurala est un quartier et un village historique de la partie orientale de Turku, à moins de quatre kilomètres du centre-ville. 
La zone d'Hannunniitu fait partie de Kurala.
Kurala a préservé des champs et un paysage rural typique de la périphérie de Turku.
Le centre commercial de Kurala comprend un K-Supermarket, K-Market, bar, pizzeria et marché aux puces.
Le village historique de Kurala et ses anciennes maisons de Kurala forment aujourd'hui le musée Kuralan kylämäki.

## Transports
Kurala est accessible depuis le centre de Turku avec les bus 2, 2A, 2B et 2C et la ligne nocturne 28.
La ligne circulaire 99 et la ligne P2 passent également par Kurala.

## Galerie

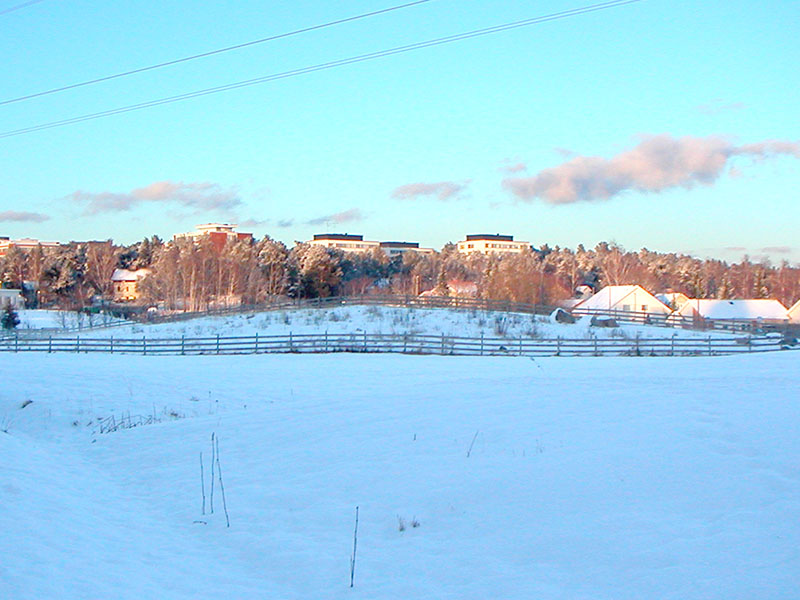
Hannunniittu.
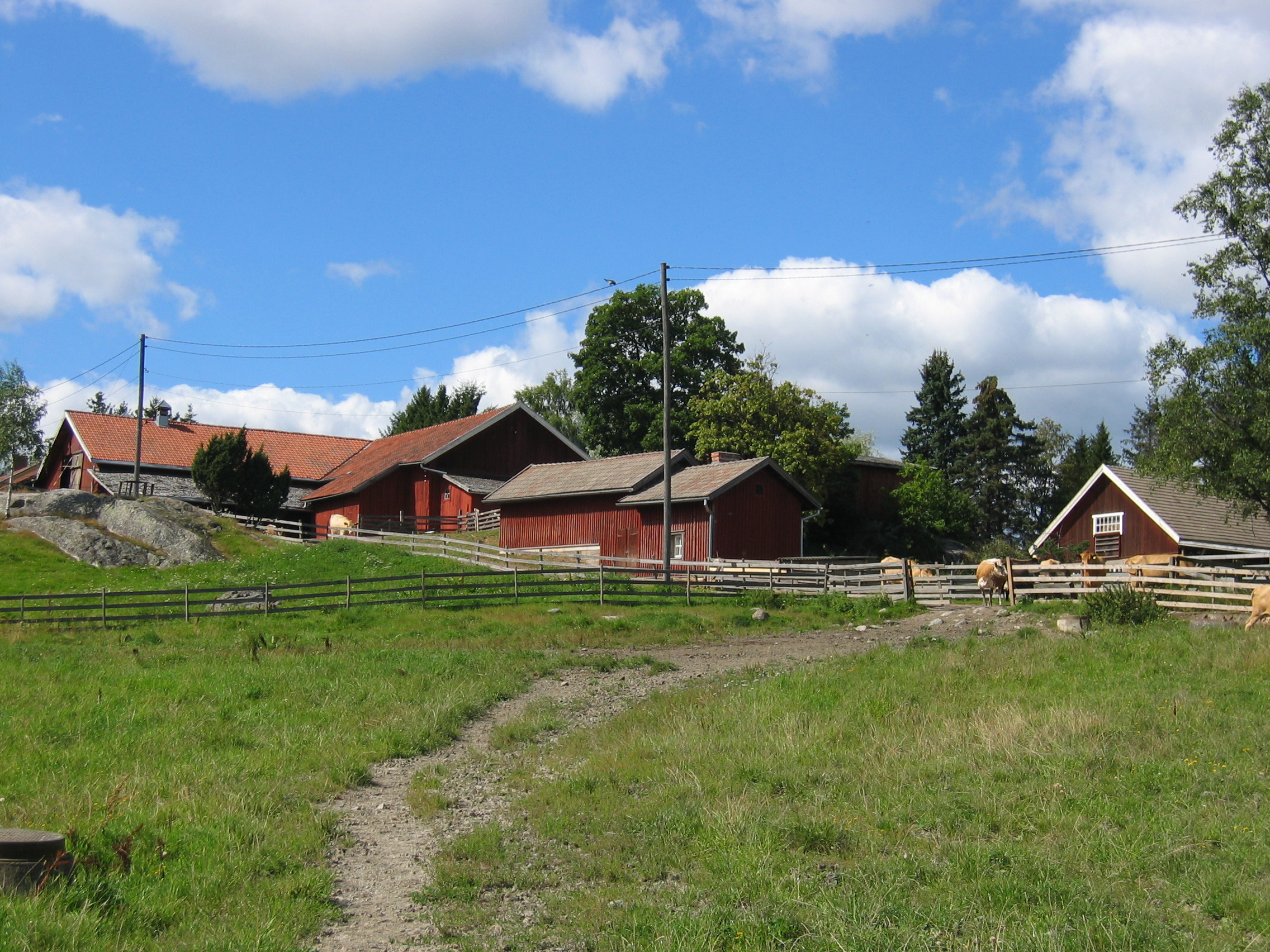
Vue aérienne de Kuralan kylämäki.
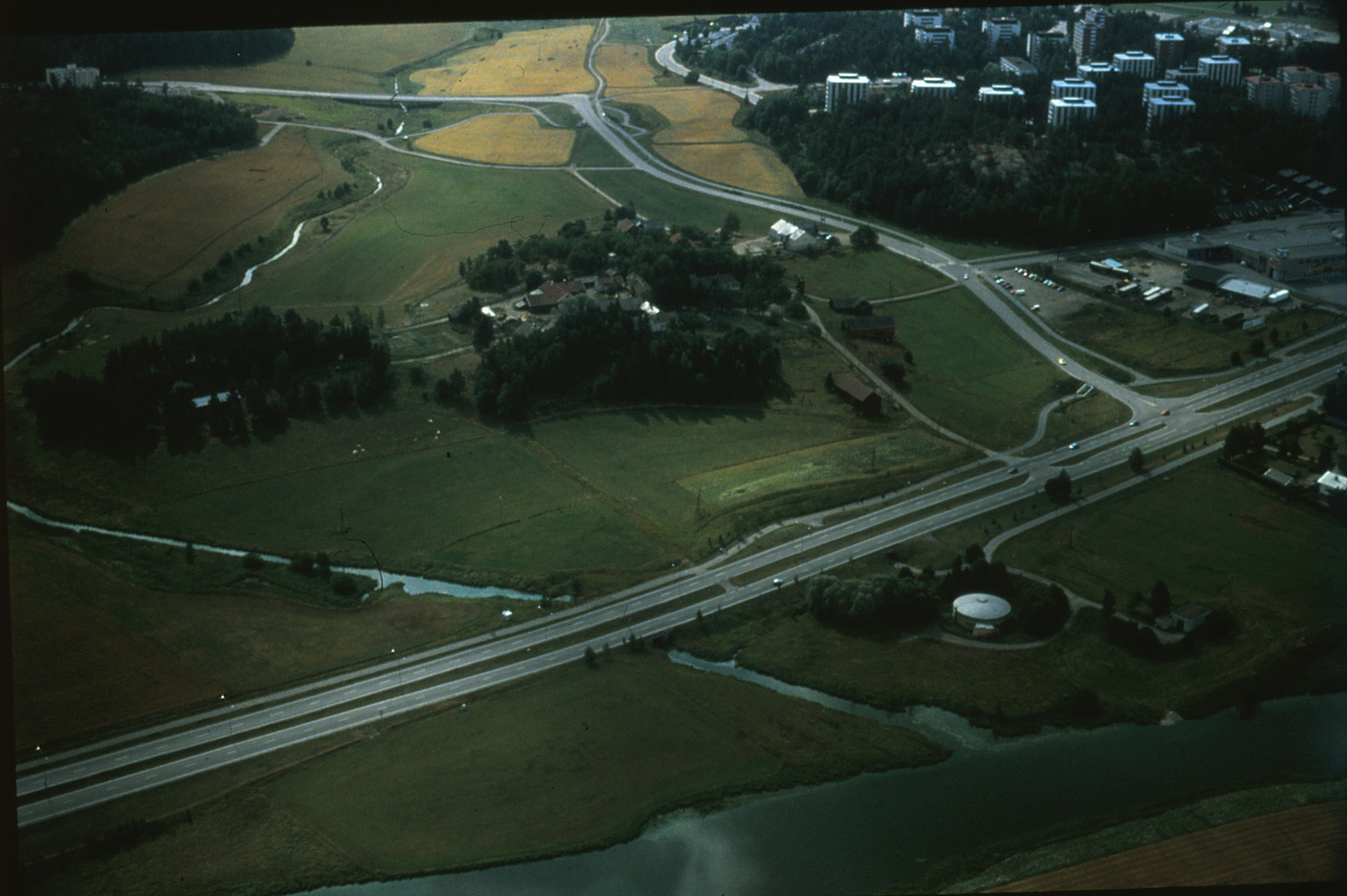
Kurala Kylämäki[3].